# Pieter Judson
Pieter M. Judson (* 1956, Utrecht, Nizozemsko) je americký historik.

## Životopis
Pieter Judson vystudoval Swarthmore College, kde získal titul bakaláře. Později studoval na Columbia University, kde získal doktorát. mezi léty 1993–2014 působil na Swarthmore College. Od roku 2014 pracuje na European University Institute ve Florencii, kde vede katedru historie a civilizace. Kromě angličtiny ovládá i němčinu, francouzštinu, nizozemštinu a italštinu. Věnuje se mj. dějinám střední, východní a jihovýchodní Evropy, nacionalismu, komparativními výzkumu říší, genderu a sexualitě.

## Dílo
- Exclusive revolutionaries: liberal politics, social experience, and national identity in the Austrian Empire, 1848-1914. Ann Arbor 1996.
- Wien brennt!: Die Revolution von 1848 und ihr liberales Erbe. Wien 1998.
- (s dalšími autory:) Constructing nationalities in East Central Europe. New York 2005.
- Guardians of the nation: activists on the language frontiers of imperial Austria. Cambridge 2008.
- The Habsburg empire: a new history. Cambridge, Massachusetts 2016.